# بدریخوف (ناحیه یابلونتس ناد نیسوو)
بدریخوف (به چکی: Bedřichov) یک منطقهٔ مسکونی در جمهوری چک است که در ناحیه یابلونتس ناد نیسوو واقع شده‌است.